# Поповичка (река)
Поповичка или Бобровица (укр. Поповичка, Бобровиця) — правый приток реки Детюковка, протекающий по Прилукскому району Черниговской области Украины.

## География
Длина — 16, 20 км. Площадь водосборного бассейна — 134 км². 
Русло извилистое, пересыхает. На реке есть пруды.
Река берет начало севернее села Поповичка. Река течёт на юг. Впадает в реку Детюковка (на 3,9-м км от её устья) в селе Спиваково.
Пойма занята лесами, заболоченными участками.
Нет крупных притоков.

## Населённые пункты
1. Поповичка
2. Чернецкое
3. Спиваково